# Warner Baxter
Warner Leroy Baxter (Columbus, 29 marzo 1889 – Los Angeles, 7 maggio 1951) è stato un attore e cantante statunitense.

## Biografia
Nato a Columbus, nello Stato dell'Ohio, nel 1898 si trasferì con la madre a San Francisco, in California. Nel 1906 il terremoto che colpì la città ridusse la sua famiglia sul lastrico, e Baxter seguì la sua vocazione artistica spinto anche dalla necessità economica.
Attivo nel genere vaudeville e poi come attore teatrale a Broadway, esordì nel cinema come comparsa e, nel 1921, ottenne un ruolo secondario in Sheltered Daughters. Alto, bruno, bello, Baxter raggiunse la popolarità durante gli anni venti e trenta, con prove di grande professionalità anche in film commerciali e dozzinali, e le sue interpretazioni di successo si susseguirono fino allo scoppio della Seconda guerra mondiale.
Tra i personaggi da lui interpretati, da ricordare quello dell'indaffarato e nevrotico produttore nel musical Quarantaduesima strada (1933), e quello dell'avventuriero messicano Cisco Kid in Notte di tradimento (1928) di Raoul Walsh, basato su un racconto di O. Henry e considerato il primo western sonoro della storia del cinema. Baxter si produsse in una riuscita interpretazione del simpatico caballero Cisco Kid, che si vendica elegantemente di una señorita che fa il doppio gioco, e che si fa allegramente beffe degli uomini di legge, vincendo il premio Oscar al miglior attore protagonista nell'aprile 1930. L'attore si esibì anche in una serenata dedicata alla bella infedele, cantando il motivo My Tonia.
All'inizio degli anni quaranta, dopo aver raggiunto l'apice della carriera ed essere stato l'attore più pagato di Hollywood, Baxter  conobbe il declino. Dopo aver affiancato Ingrid Bergman e Susan Hayward in La famiglia Stoddard (1941), passò a interpretazioni in B movie polizieschi come la serie Crime Doctor, inaugurata dal film L'incubo del passato (1943), in cui interpretò un criminale che, perduta la memoria, si costruisce una nuova identità di medico psicologo. Negli anni successivi la sua attività rallentò progressivamente, a seguito di una malattia che lo condusse alla morte nel 1951.
Massone, fu membro della Cahuenga Lodge No. 513 di Hollywood, California..

## Premi e riconoscimenti
Per il suo contributo all'industria cinematografica, gli venne assegnata una stella sulla Hollywood Walk of Fame al 6284 di Hollywood Blvd.

## Filmografia
- All Woman, regia di Hobart Henley (1918)
- Lombardi, Ltd., regia di Jack Conway (1919)
- Sheltered Daughters, regia di Edward Dillon (1921)
- The Love Charm, regia di Thomas N. Heffron (1921)
- Cheated Hearts, regia di Hobart Henley (1921)
- First Love, regia di Maurice Campbell (1921)
- Her Own Money, regia di Joseph Henabery (1922)
- The Girl in His Room, regia di Edward José (1922)
- A Girl's Desire, regia di David Smith (1922)
- S'io fossi regina (If I Were Queen), regia di Wesley Ruggles (1922)
- The Ninety and Nine, regia di David Smith (1922)
- Il conte di S. Elmo (St. Elmo), regia di Jerome Storm (1923)
- Blow Your Own Horn, regia di James W. Horne (1923)
- In Search of a Thrill, regia di Oscar Apfel (1923)
- Alimony, regia di James W. Horne (1924)
- His Forgotten Wife, regia di William A. Seiter (1924)
- L'agguato (Those Who Dance), regia di Lambert Hillyer (1924)
- The Female, regia di Sam Wood (1924)
- Christine of the Hungry Heart, regia di George Archainbaud (1924)
- The Garden of Weeds, regia di James Cruze (1924)
- Il letto d'oro (The Golden Bed), regia di Cecil B. DeMille (1925)
- Sparvieri d'acciaio (The Air Mail), regia di Irvin Willat (1925)
- The Awful Truth, regia di Paul Powell (1925)
- Welcome Home, regia di James Cruze (1925)
- Rugged Water, regia di Irvin Willat (1925)
- A Son of His Father, regia di Victor Fleming (1925)
- The Best People, regia di Sidney Olcott (1925)
- Mannequin, regia di James Cruze (1926)
- Miss Brewster's Millions, regia di Clarence G. Badger (1926)
- The Runaway, regia di William C. de Mille (1926)
- La danzatrice dei tropici (Aloma of the South Seas), regia di Maurice Tourneur (1926)
- Mismates, regia di Charles Brabin  (1926)
- The Great Gatsby, regia di Herbert Brenon (1926)
- The Telephone Girl, regia di Herbert Brenon (1927)
- Riscossa indiana (Drums of the Desert), regia di John Waters (1927)
- Singed, regia di John Griffith Wray (1927)
- The Coward, regia di Alfred Raboch (1927)
- A Woman's Way, regia di Edmund Mortimer (1928)
- The Tragedy of Youth, regia di George Archainbaud (1928)
- Ramona, regia di Edwin Carewe (1928)
- Vita nuova (Three Sinners), regia di Rowland V. Lee (1928)
- Danger Street, regia di Ralph Ince (1928)
- La fortuna dei mariti (Craig's Wife), regia di William C. de Mille (1928)
- La serpe di Zanzibar (West of Zanzibar), regia di Tod Browning (1928)
- Notte di tradimento (In Old Arizona), regia di Irving Cummings (1928)
- Linda, regia di Dorothy Davenport (1929)
- I volti della verità (Thru Different Eyes), regia di John G. Blystone (1929)
- Il richiamo della terra (The Far Call), regia di Allan Dwan (1929)
- Behind That Curtain, regia di Irving Cummings (1929)
- Giorni felici (Happy Days), regia di Benjamin Stoloff (1929)
- Manuelita (Romance of the Rio Grande), regia di Alfred Santell (1929)
- Such Men Are Dangerous, regia di Kenneth Hawks (non accreditato) (1930)
- Angelo biondo (The Arizona Kid), regia di Alfred Santell (1930)
- La spia (Renegades), regia di Victor Fleming (1930)
- Fiamme di gelosia (Doctors' Wives), regia di Frank Borzage (1931)
- The Slippery Pearls, regia di William C. McGann (1931)
- Papà Gambalunga (Daddy Long Legs), regia di Alfred Santell (1931)
- Their Mad Moment (1931)
- Naturich la moglie indiana (The Squaw Man), regia di Cecil B. DeMille (1931)
- Carmencita (The Cisco Kid), regia di Irving Cummings (1931)
- Prigionieri (Surrender), regia di William K. Howard (1931)
- Amateur Daddy, regia di John G. Blystone (1932)
- Man About Town, regia di John Francis Dillon (1932)
- Ancora sei ore di vita (6 Hours to Live), regia di William Dieterle (1932)
- Dangerously Yours, regia di Frank Tuttle (1933)
- Quarantaduesima strada (42nd Street), regia di Lloyd Bacon (1933)
- I Loved You Wednesday, regia di Henry King e William Cameron Menzies (1933)
- Adorabile (Paddy the Next Best Thing), regia di Harry Lachman (1933)
- Il caso dell'avv. Durant (Penthouse), regia di W. S. Van Dyke (1933)
- As Husbands Go, regia di Hamilton MacFadden (1934)
- Il trionfo della vita (Stand Up and Cheer!), regia di Hamilton MacFadden (1934)
- Such Women Are Dangerous, regia di James Flood (1934)
- Grand Canary, regia di Irving Cummings (1934)
- Strettamente confidenziale (Broadway Bill), regia di Frank Capra (1934)
- Hell in the Heavens, regia di John G Blystone (1934)
- Ritornerà primavera (One More Spring), regia di Henry King (1935)
- Under the Pampas Moon, regia di James Tinling (1935)
- King of Burlesque, regia di Sidney Lanfield (1936)
- Il prigioniero dell'isola degli squali (The Prisoner of Shark Island), regia di John Ford (1936)
- Robin Hood dell'Eldorado (The Robin Hood of El Dorado), regia di William A. Wellman (1936)
- Le vie della gloria (The Road to Glory), regia di Howard Hawks (1936)
- La moglie riconquistata (To Mary with Love), regia di John Cromwell (1936)
- White Hunter, regia di Irving Cummings (1936)
- Il mercante di schiavi (Slave Ship), regia di Tay Garnett (1937)
- Modella di lusso (Vogue of 1938), regia di Irving Cummings (1937)
- Le gelosia non è di moda (Wife, Doctor and Nurse), regia di Walter Lang (1937)
- Il vascello maledetto (Kidnapped), regia di Alfred L. Werker (1938)
- I'll Give a Million, regia di Walter Lang (1938)
- Siamo fatti così (Wife, Husband and Friend), regia di Gregory Ratoff (1939)
- Le avventure di Cisco Kid (Return of the Cisco Kid), regia di Herbert I. Leeds (1939)
- Barricade, regia di Gregory Ratoff (1939)
- Earthbound, regia di Irving Pichel (1940)
- La famiglia Stoddard (Adam Had Four Sons), regia di Gregory Ratoff (1941)
- L'incubo del passato (Crime Doctor), regia di Michael Gordon (1943)
- The Crime Doctor's Strangest Case, regia di Eugene Forde (1943)
- Le schiave della città (Lady in the Dark), regia di Mitchell Leisen (1944)
- Shadows in the Night, regia di Eugene Forde (1944)
- The Crime Doctor's Courage, regia di George Sherman (1945)
- The Crime Doctor's Warning, regia di William Castle (1945)
- Il caso Foster (Just Before Dawn), regia di William Castle (1946)
- Crime Doctor's Man Hunt, regia di William Castle (1946)
- The Millerson Case, regia di George Archainbaud (1947)
- The Crime Doctor's Gamble, regia di William Castle (1947)
- The Gentleman from Nowhere, regia di William Castle (1948)
- The Crime Doctor's Diary, regia di Seymour Friedman (1949)
- The Devil's Henchman, regia di Seymour Friedman (1949)
- Prison Warden, regia di Seymour Friedman (1949)
- State Penitentiary, regia di Lew Landers (1950)

## Doppiatori italiani
- Sandro Ruffini nelle riedizioni del dopoguerra di Mercante di schiavi, La famiglia Stoddard, Il prigioniero dell'isola degli squali
- Virgilio Tomassini in Quarantaduesima strada